# 1445 en santé et médecine
| Années de la santé et de la médecine : 1442 - 1443 - 1444 - 1445 - 1446 - 1447 - 1448    |
| Décennies de la santé et de la médecine : 1410 - 1420 - 1430 - 1440 - 1450 - 1460 - 1470 |

Cet article présente les faits marquants de l'année 1445 en santé et médecine.

## Événements
- Inauguration de l'hôpital des Innocents (Spedale degli Innocenti), fondé en 1419 par l'Arte della Seta o di Por Santa Maria, corporation des métiers de la soie de Florence[1].
- Après les attaques des Mamelouks sur Rhodes, les soldats qu'on ampute de la main à l'hôpital des Chevaliers reçoivent un certificat qui leur permet de n'être pas confondus avec les criminels condamnés à cette même mutilation[2].
- Le roi Charles VII renonce à faire admettre à l'hôpital du Saint-Esprit la totalité des enfants trouvés à Paris ; se rangeant à l'avis des quatre gouverneurs, il ordonne que l'institution ne recevra que les orphelins nés en légitime mariage[3].
- Le sultan Mahmûd Kalidjî fait construire à Mândû, dans le Malva en Inde, « un hôpital dirigé par son médecin personnel Mawlana Fazl Allah et équipé d'un service pour les fous[4] ».

## Publication
- 1443-1445 : en Corée sous la dynastie Chosun, compilation des trois cent soixante-cinq volumes de l'Assemblage classifié de prescriptions médicales, qui ne seront publiés qu'après une révision de plus de trente ans, en 1477[5].

## Personnalité
- 1445-1484 : fl. Jean Boadel, né à Barcelone, bachelier en médecine, établi à Marseille, médecin de l'hôpital Saint-Jacques-de-Gallice[6].

## Naissance
- Gabriel de Zerbis (mort en 1505), pionnier de l'observation anatomique, auteur du De cautelis medicorum (« Des précautions [à prendre] avec les médicaments »), imprimé à Venise en 1495[7].

## Décès
- Cristoforo Barzizza (né vers 1390), médecin italien, professeur à Pavie, auteur d'un Introductorium ad opus practicum medicine, d'une Lectura super nono Almansoris Rasis (« Commentaire du neuvième livre du Traité de médecine dédié à Mansour par Rhazès[8] ») ou encore des Intentiones habende in febribus[9].
- 1445 ou 1448 : Antonius Guainerius (né à une date inconnue), médecin de Padoue, professeur à Pavie, auteur d'ouvrages sur les « fièvres », les « maladies propres aux femmes », les « maladies de la tête[10],[11] ».